# Luca Celli

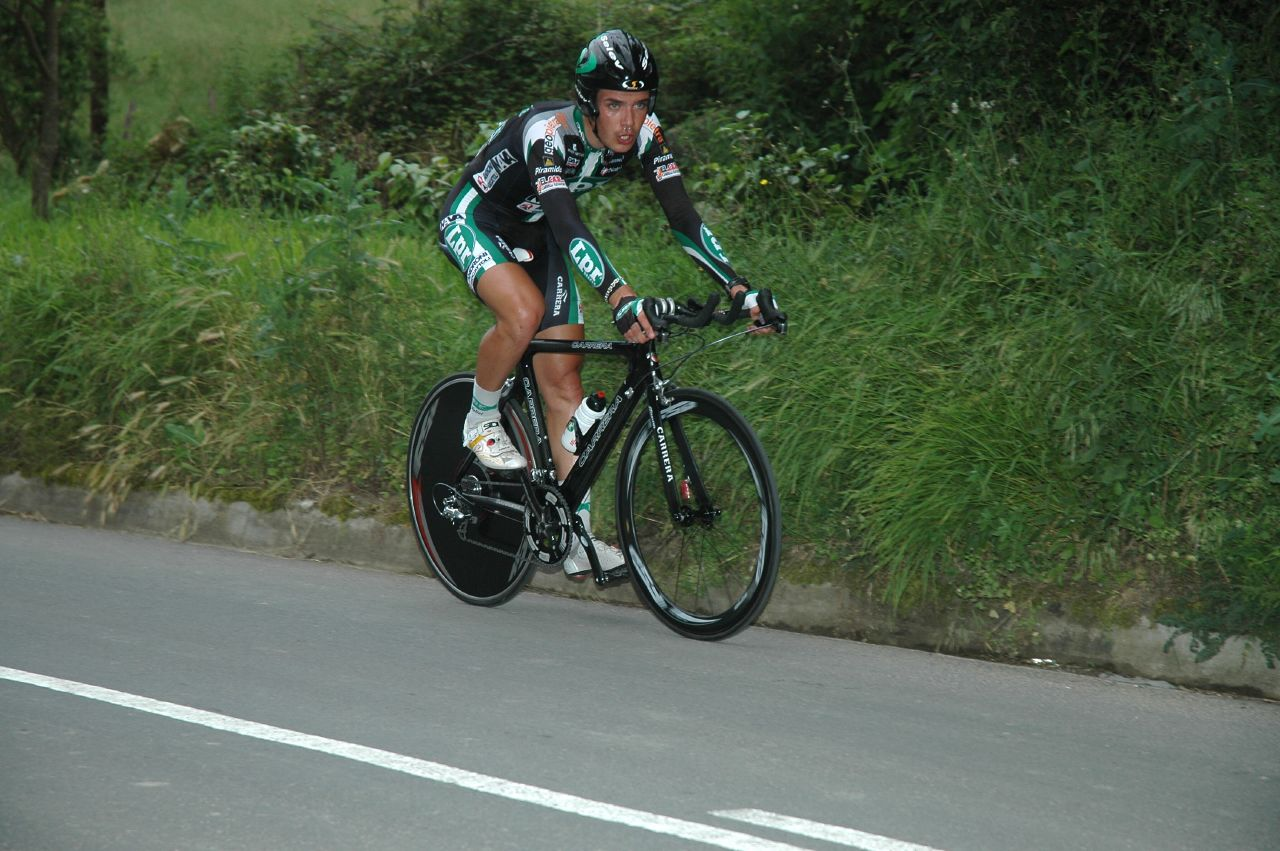
Luca Celli, 2007

Luca Celli (* 23. Februar 1979 in Cesena) ist ein ehemaliger italienischer Radrennfahrer.
Luca Celli begann seine Karriere 2004 bei dem italienischen Radsportteam Vini Caldirola-Nobili Rubinetterie. 2005 wechselte er zu der britischen Mannschaft Barloworld-Valsir. Bei der Tour de Wallonie gewann er die erste Etappe und konnte so auch einen Start-Ziel-Sieg in der Gesamtwertung hinlegen. 2006 wechselte Celli zum italienischen Professional Continental Team Acqua e Sapone, nach nur einem Jahr weiter zur Schweizer Mannschaft LPR. Für dieses Team erzielte er einen Etappensieg bei der Rheinland-Pfalz-Rundfahrt 2007, die er auf Rang zwei abschloss. Er beendete seine Laufbahn als Aktiver 2010 beim Team Ceramica Flaminia-Bossini Docce.

## Palmarès
2005
- eine Etappe und Gesamtwertung Tour de Wallonie

2007
- eine Etappe, zwei Tage Gesamtführender und Gesamtzweiter Rheinland-Pfalz-Rundfahrt

## Teams
- 2004 Vini Caldirola-Nobili Rubinetterie
- 2005 Barloworld-Valsir
- 2006 Acqua e Sapone
- 2007 Team L.P.R.
- 2008 L.P.R. Brakes
- 2009 Serramenti PVC Diquigiovanni
- 2010 Ceramica Flaminia-Bossini Docce